# Kampania bałkańska
Kampania bałkańska (plan Marita) – działania wojenne prowadzone w 1941 roku na terenach Jugosławii i Grecji, podczas II wojny światowej. Niemiecki plan inwazji na Grecję pod kryptonimem „Marita” został opracowany wiosną 1941 roku. W związku ze sprzeciwem Jugosławii na przemarsz wojsk niemieckich przez jej terytorium, plan poddano modyfikacjom, tak aby uwzględniał podporządkowanie siłą także tego kraju. Do agresji po stronie III Rzeszy przyłączyły się także Węgry oraz Bułgaria. Atak rozpoczął się 6 kwietnia 1941 roku i zakończył się wygraną państw Osi. Jugosławia skapitulowała już 17 kwietnia, natomiast armia grecka, wspomagana przez wojska brytyjskie, poddała się 23 kwietnia. Walki w kontynentalnej części Grecji z wycofującymi się Brytyjczykami trwały jednak aż do 29 kwietnia. Kampania zakończyła się 1 czerwca 1941 roku, wraz z opanowaniem Krety przez niemieckie wojska powietrznodesantowe (operacja Merkur).

## Geneza
Tuż po zakończeniu zwycięskiej dla Niemiec kampanii francuskiej, Hitler rozpoczął polityczne i militarne przygotowania do inwazji na Związek Radziecki. W tym celu dążył do podporządkowania sobie krajów Europy południowo-wschodniej, stanowiących naturalne zaplecze dla przyszłego frontu walk. Niebagatelne znaczenie miało także zagwarantowanie dostaw ropy z rumuńskich pól naftowych Ploeszti. Dlatego też wkrótce po podpisaniu 27 września 1940 roku Paktu Trzech, dyplomacja niemiecka zaczęła wywierać naciski na państwa regionu, aby również do niego przystąpiły.
W międzyczasie, 28 października, włoski dyktator Benito Mussolini zaatakował z terenu okupowanej Albanii Grecję. Bardzo szybko jednak ofensywa zamieniła się w całkowitą klęskę. 14 listopada siły greckie przeszły do kontrofensywy i odepchnęły armię włoską w głąb terytorium Albanii. Po niespodziewanej śmierci premiera Metaksasa, przeciwnego takiej opcji, jako grożącej niemiecką agresją, kolejny grecki rząd przyjął brytyjską propozycję pomocy na kontynencie i zezwolił Wielkiej Brytanii na wykorzystanie baz wojskowych Krety. Wobec groźby usadowienia się Brytyjczyków w kontynentalnej Grecji, Hitler wydał rozkaz opracowania planu inwazji na Grecję o kryptonimie „Marita”. Wbrew późniejszym doniesieniom, włoski atak był skonsultowany z Niemcami.
Jednakże o ataku lądowym nie mogło być mowy, dopóki armia niemiecka nie dostałaby zgody na przemarsz przez terytoria Jugosławii i Bułgarii. Był to kolejny powód, dla którego Hitlerowi zależało na rozciągnięciu Paktu Trzech na kraje Półwyspu Bałkańskiego. Wkrótce do grona sojuszników Niemiec dołączyły Węgry (20 listopada), Rumunia (23 listopada) i Słowacja (24 listopada). Nadal jednak niechętne sygnowaniu paktu pozostawały Bułgaria i Jugosławia.
W końcu, 1 marca 1941 roku rząd bułgarski ugiął się pod naciskami III Rzeszy i wyraził zgodę na przystąpienie do sojuszu oraz przemarsz wojsk niemieckich. Natychmiast przerzucono do Bułgarii 12 Armię pod dowództwem feldmarszałka Wilhelma Lista, z zamiarem wykorzystania jej w nadchodzącej kampanii greckiej. Jednakże aby ułatwić jej zadanie i ominąć dobrze ufortyfikowaną Linię Metaksasa, osłaniającą Grecję przed atakiem od strony bułgarskiej, należało uzyskać także zgodę Jugosławii na przemarsz przez jej terytorium. Książę Paweł (regent jugosłowiański) nadal się jednak wahał i ustąpił dopiero w obliczu niejasnego stanowiska Wielkiej Brytanii, w sprawie pomocy na wypadek niemieckiego ataku. W końcu rząd, po wynegocjowaniu pewnych warunków (dotyczących m.in. rezygnacji Włoch i Niemiec z przemarszu przez Jugosławię), zgodził się przystąpić do Paktu Trzech. Podpisano go 25 marca, pod wpływem ultimatum wystosowanego przez Joachima von Ribbentropa, pomimo niezadowolenia ludności i kół wojskowych oraz ostrzeżeń ze strony Wielkiej Brytanii i Stanów Zjednoczonych. Jednakże już 27 marca doszło w Belgradzie do bezkrwawego zamachu stanu, inspirowanego przez brytyjskie SOE, w wyniku którego obalono regencję. Władzę objął niepełnoletni jeszcze król Piotr II Karadziordziewić. Powołano także nowy rząd, który natychmiast zerwał porozumienie z Niemcami, natomiast 1 kwietnia zawarł układ o przyjaźni ze Związkiem Radzieckim. W międzyczasie, 7 marca zaczęły przybywać do Grecji (Pireus, Velos) wojska brytyjskie („W Force” pod dowództwem generała Henry’ego Wilsona).
Wobec niepewnej sytuacji politycznej w Jugosławii Hitler zdecydował się na zbrojne rozwiązanie. Błyskawicznie opracowano plan inwazji, modyfikując plan „Marita”. Do ataku na Jugosławię wyznaczono 2 Armię generała Maximiliana von Weichsa stacjonującą na terenie Austrii oraz część 12 Armii. W ofensywie wzięły także udział wojska włoskie (2 Armia generała Vittoria Ambrosia) i węgierskie (3 Armia generała Eleméra Gorondy-Nováka), które to kraje zostały skuszone widmem łatwych zdobyczy terytorialnych.

## Rozmieszczenie sił i plan kampanii

### Atakujący

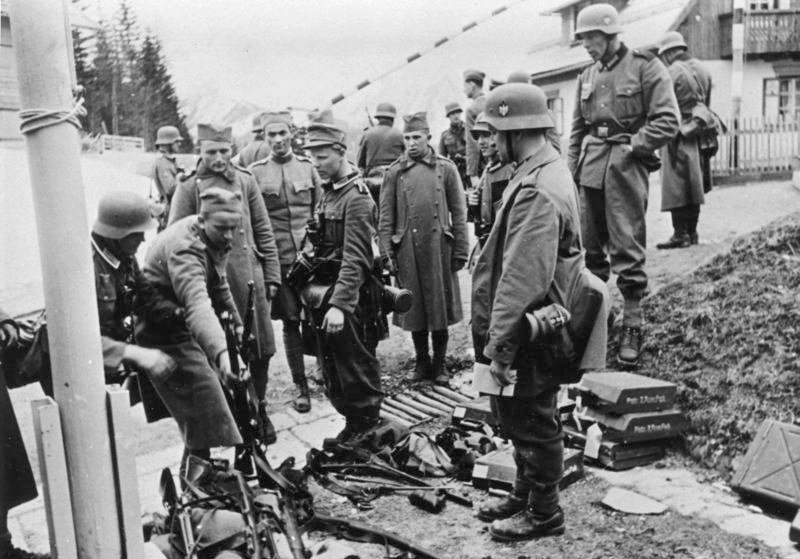
Jugosłowiańscy żołnierze wzięci do niewoli

W założeniach kampania miała być kolejnym pokazem skuteczności niemieckiego Blitzkriegu, którego rdzeń stanowiły szybkie rajdy korpusów pancernych i zmotoryzowanych na tyły wroga oraz doskonała współpraca z lotnictwem, zwłaszcza eskadrami bombowców nurkujących.
Główną rolę w ataku na zachodnią Jugosławię miała odegrać niemiecka 2 Armia, a zwłaszcza XLVI Korpus Pancerny rozmieszczony w zachodnich Węgrzech, na południe od jeziora Balaton. Wraz z XLIX Korpusem Górskim i LI Korpusem Armijnym (atakującymi z terenu Austrii), miały opanować Słowenię i jak najszybciej dotrzeć do Zagrzebia, wychodząc na tyły obrońców. Następnie, jednostki szybkie XLVI Korpusu miały się rozdzielić i w szybkim marszu opanować Slawonię, Bośnię i zachodnią Serbię oraz spotkać się ponownie w stolicy Bośni – Sarajewie. Jednostki tej armii miały współpracować z włoską 2 Armią (rozmieszczoną w rejonie Triestu), posuwającą się wzdłuż wybrzeża Adriatyku. Jej zadaniem było opanowanie Dalmacji oraz, wspólne z jednostkami niemieckimi, eliminowanie oporu jugosłowiańskiego w południowej Chorwacji. Pomocnicze uderzenie miała wykonać część włoskiej Grupy Armii „Albania”, której celem było opanowanie Czarnogóry i nawiązanie kontaktu z jednostkami 2 Armii w Dubrowniku. Reszta wojsk w Albanii miała wiązać walką siły greckie i spróbować zepchnąć je na południe. Zdobycie Wojwodiny przypadło w udziale węgierskiej 3 Armii. Jej korpusy miały posuwać się w kierunku południowym wzdłuż dwóch rzek: Dunaju i Cisy, tworząc kleszcze, które miały zamknąć się w pobliżu Nowego Sadu, zamykając wewnątrz wojska jugosłowiańskie.
Ambitne zadanie przypadło w udziale niemieckiej 12 Armii. Przeznaczona ona była pierwotnie wyłącznie do ataku na Grecję, jednak wobec zaistniałej sytuacji, jednostki 1 Grupy Pancernej musiały wspomóc atak na Jugosławię. XLI KZmot, nacierając z terytorium Rumunii, miał zdobyć Belgrad, natomiast XIV KZmot miał opanować wschodnią Serbię i wraz z XL KPanc, poprzez jugosłowiańską Macedonię, zaatakować centralną Grecję, omijając fortyfikacje na Linii Metaksasa i odcinając siły obrońców od zaplecza. Było to najważniejsze uderzenie kampanii, którego powodzenie zapewniało szybkie zwycięstwo. Oba korpusy szybkie były rozmieszczone w zachodniej Bułgarii. Atak na Grecję miały także wspierać dwa niemieckie korpusy nacierające z południowej Bułgarii. XVIII KGór miał zdobyć umocnienia w greckiej Macedonii oraz dotrzeć do Salonik. XXX KA miał zająć zachodnią Trację i greckie wyspy na Morzu Egejskim.

### Obrońcy

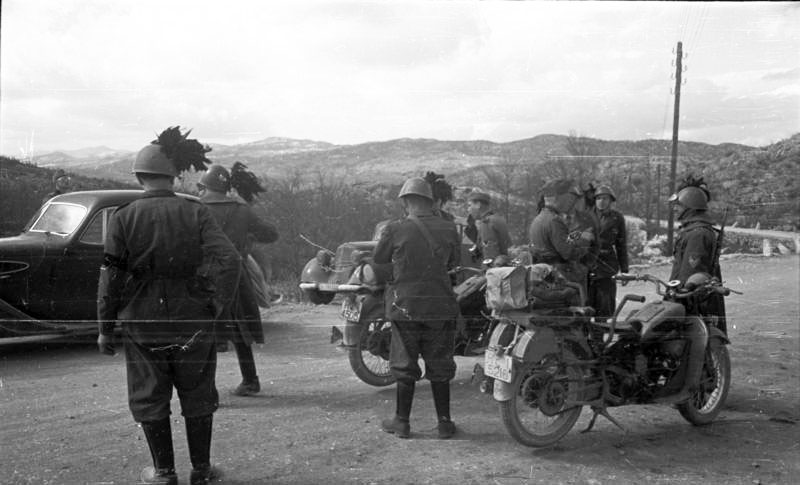
Włoscy żołnierze podczas inwazji

W chwili wybuchu konfliktu Jugosławia była całkowicie nieprzygotowana do obrony. Wciąż trwała mobilizacja i wiele jednostek nie miało pełnego stanu. Część nie zdążyła dotrzeć do wyznaczonych im pozycji. Sytuację pogarszały warunki polityczno-geograficzne: z wyjątkiem wybrzeża adriatyckiego i krótkiej granicy z Grecją kraj był z każdej strony otoczony przez państwa Osi i ich sojuszników. Do tego dochodziło także zagrożenie ze strony wewnętrznego wroga, jakim byli chorwaccy separatyści – ustasze – dążący do uzyskania niezależności od dominującej w Jugosławii Serbii. Poza tym jugosłowiańskie dywizje były bardzo słabo nasycone bronią przeciwpancerną. Przeciwko ok. 500 niemieckim czołgom posiadali zaledwie ok. 30 armat ppanc.
Planowane rozmieszczenie armii było następujące:
- 1 Grupa Armii miała za zadanie obronę Słowenii, północnej Chorwacji i Slawonii;
- 2 Grupa Armii była rozmieszczona na zachód od Belgradu i miała bronić Wojwodiny i północnej Serbii;
- 3 Grupa Armii była rozlokowana na południu kraju – w Macedonii i południowej Serbii;
- 5 Armia broniła granicy z Bułgarią;
- 6 Armia osłaniała stolicę kraju.

Sytuacja Grecji wydawała się dużo lepsza. Przez ostatnich pięć miesięcy skutecznie radziła sobie z włoską agresją. W związku z tym Armie Epiru oraz Zachodniej Macedonii były w pełnej gotowości bojowej i co więcej, odnosiły sukcesy. Od strony Bułgarii kraj chroniła linia fortyfikacji, zwana linią Metaksasa, którą obsadzała Armia Wschodniej Macedonii. Sytuacja jednak diametralnie się zmieniła w obliczu pokojowego lub zbrojnego zajęcia przez Niemcy Jugosławii. Granica z Jugosławią stanowiła teraz najsłabszy odcinek greckiej obrony. Stacjonujące tam oddziały Armii Środkowej Macedonii nie miałyby najmniejszych szans w walce z niemieckimi jednostkami pancernymi, tym bardziej, że na etacie greckiej dywizji piechoty nie było żadnych armat ppanc. Aby wspomóc obronę w tym rejonie, rozmieszczono w nim brytyjskie siły „W Force”, które przybyły do Grecji w marcu.

## Przebieg kampanii

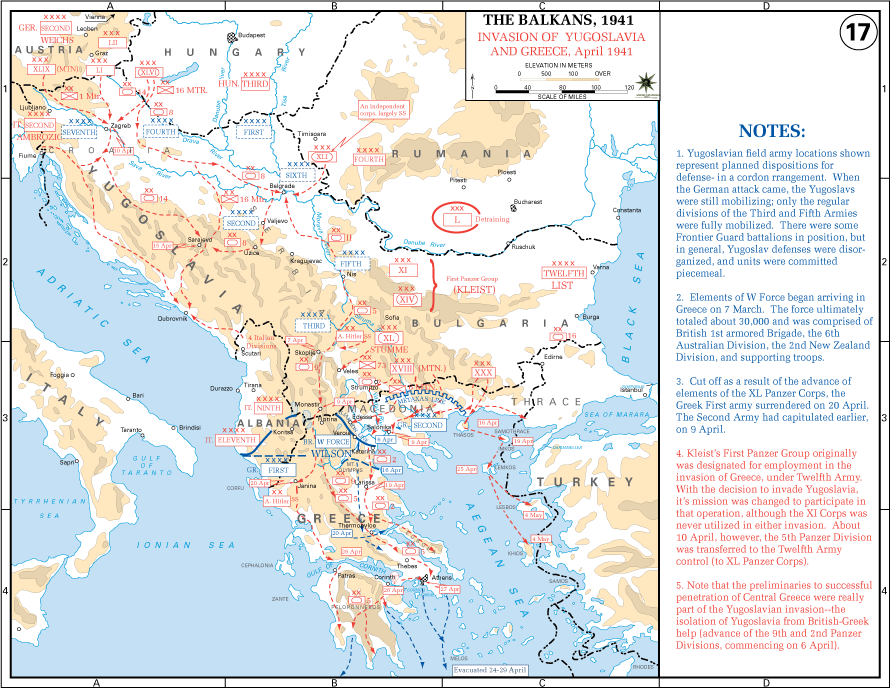
Mapa kampanii bałkańskiej

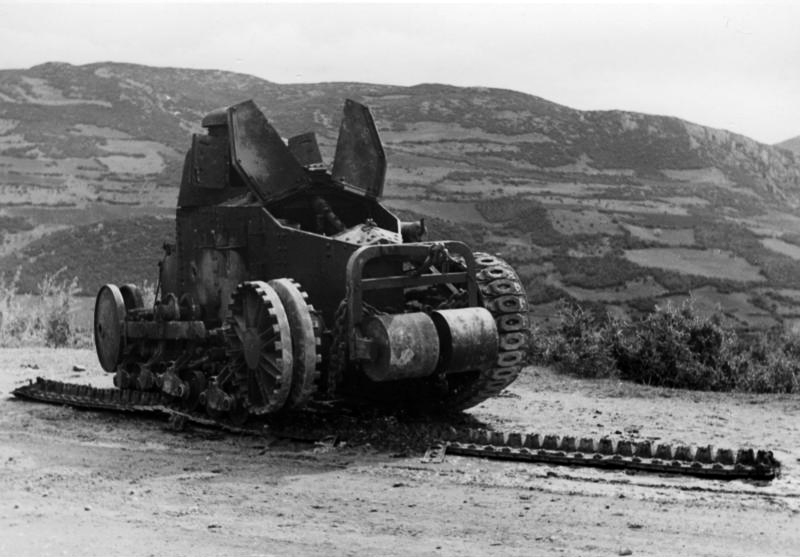
Zniszczony jugosłowiański czołg Renault M26/27

Zgodnie z oczekiwaniami, agresorzy czynili na froncie jugosłowiańskim niebywale szybkie postępy.
6 i 7 kwietnia 1941 4 Flota Powietrzna Luftwaffe pod dowództwem gen. A. Löhra dokonała nalotów na Belgrad, w których zginęło od 5 do 10 tys. cywilów. Atak nastąpił z zaskoczenia, bez uprzedniego wypowiedzenia wojny Jugosławii i miał na celu zdezorganizowanie obrony, złamanie oporu i sterroryzowanie ludności cywilnej.
Atak XIV KZmot całkowicie zdezorganizował obronę 5 Armii. Po dotarciu do Niszu, 11. DPanc uderzyła od południa na Belgrad, natomiast 5. DPanc skierowała się na południe, ku Macedonii. Tam połączyła się z XL KPanc, który już 7 kwietnia zdobył Skopje, a dwa dni później dotarł do granicy Grecji. Jugosłowiańska 3. Armia nie była w stanie zahamować niemieckich postępów. Tego samego dnia padły również greckie Saloniki, zdobyte przez 2. DPanc, która okrążyła lewe skrzydło umocnień Linii Metaksasa. Tym samym grecka Armia Wschodniej Macedonii została okrążona i skapitulowała. W obliczu okrążenia przez XL KPanc, Armia Zachodniej Macedonii rozpoczęła odwrót z Albanii.
10 kwietnia oddziały niemieckiej 2. Armii bez większych przeszkód dotarły do Zagrzebia. Było to spowodowane działalnością ustaszy, którzy operowali na tyłach jugosłowiańskiej 4 Armii. Już 13 kwietnia, niemal jednocześnie, do Belgradu dotarły 8. DPanc, 11. DPanc, oraz XLI KZmot. Dwa dni później XLVI KZmot zajął Sarajewo. Oznaczało to, że obrona została generalnie całkowicie rozbita i walkę kontynuują jedynie samodzielne oddziały. 17 kwietnia podpisano akt kapitulacji Jugosławii.
Na froncie greckim walkę kontynuowano. Pod wpływem naporu niemieckiego XVIII KGór oraz XL KPanc, najpierw siły brytyjskie, następnie odsłonięte tak powstałymi wyrwami w obronie siły greckie w środkowej Macedonii 16 kwietnia zaczęły wycofywać się w głąb kraju. Niemcy ruszyli w pościg, jednak na skutek złego stanu sieci drogowej, fatalnej organizacji ruchu i świadomych zniszczeń czynionych przez obrońców, ulegał on opóźnieniu. Dało to Brytyjczykom czas na spokojny odwrót na linię Delfy – Termopile. Okazało się jednak, że Grecy nie będą w stanie wspomóc obrony w tym rejonie, gdyż wojska brytyjskie podejmowały decyzje o odwrocie szybciej i następnie wycofywały się znacznie szybciej niż nieposiadające odpowiednich środków transportu oraz wiązane w walki osłonowe wojska greckie. A że siły „W Force” były zbyt małe, by następnie samodzielnie sprostać zadaniom, podjęto decyzję o ewakuacji całości korpusu.

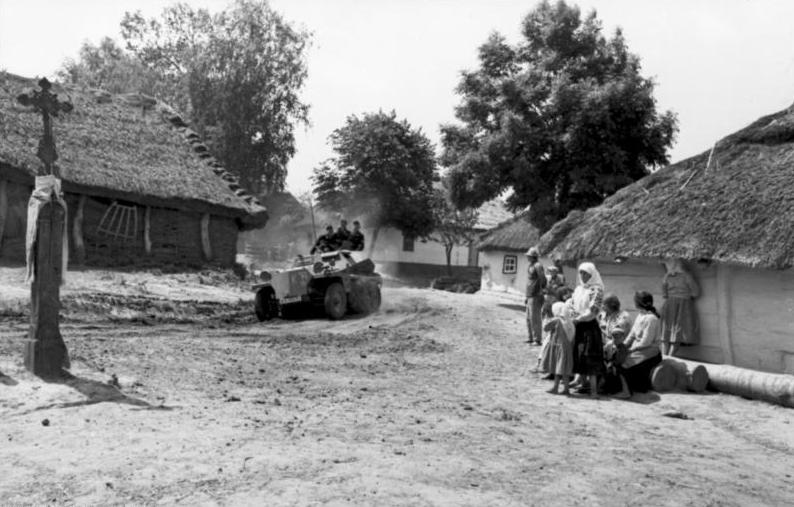
Niemiecki transporter opancerzony Sd.Kfz.250 we wsi jugosłowiańskiej

20 kwietnia BPZmot SS LSSAH dotarła do Janiny i osiągnęła brzeg Morza Jońskiego. Oznaczało to okrążenie Armii Epiru, która poddała się następnego dnia. Wobec niecelowości i niemożności dalszej walki oraz wycofywania się sił brytyjskich, 23 kwietnia Grecy podpisali akt kapitulacji. Następnego dnia rozpoczęła się ewakuacja „W Force” na Kretę i do Aleksandrii, która trwała do 29 kwietnia. W międzyczasie, 25 kwietnia Niemcy zajęli historyczne Termopile, 27 kwietnia wkroczyli do Aten, a do końca miesiąca opanowali cały teren Półwyspu Peloponeskiego. 20 maja rozpoczęła się największa, do czasu lądowań anglo-amerykańskich w Europie, operacja powietrznodesantowa w czasie II wojny światowej, w wyniku której niemieccy spadochroniarze opanowali Kretę (operacja Merkur).

## Podsumowanie
Operacja „Marita” okazała się wielkim sukcesem Wehrmachtu. W niespełna miesiąc podbito dwa sporej wielkości kraje za cenę niewielkich strat. W Jugosławii Niemcy ponieśli straty w wysokości 150 zabitych i 390 rannych. W Grecji niemieckie straty były wyższe: 1685 zabitych i 3750 rannych. Podczas całej kampanii na Bałkanach Włosi stracili 13 755 zabitych, 25 067 zaginionych (głównie w trakcie wojny włosko-greckiej) i 115 350 rannych oraz żołnierzy z ciężkimi odmrożeniami. Ogółem do niewoli dostało się 374 000 żołnierzy jugosłowiańskich i 223 000 greckich. Adolf Hitler ogłosił następnie, że tylko Grecy stawili jego armii opór godny uwagi historycznej.
Po zakończeniu walk oba kraje podzielono między zwycięzców. Niemcy anektowali północną Słowenię. Bezpośrednio do Włoch przyłączono południową część Słowenii i północno-zachodnią część Dalmacji (ze Splitem), a Kosowo, Metochię i niewielką część Macedonii Wardarskiej do należącej wówczas do Włoch Wielkiej Albanii. Poza tym Czarnogóra została włoskim protektoratem. Włochy zdobyły także niewielką flotę jugosłowiańską. Duże zdobycze terytorialne dostały się Bułgarii, mianowicie znaczna część jugosłowiańskiej Macedonii Wardarskiej i część greckiej Macedonii Egejskiej, a także grecka Tracja Zachodnia. Węgry wynagrodzono Wojwodiną (Baczką), słoweńskim Prekmurjem i chorwacką Baranją i Međimurjem (w przypadku Bułgarii i Węgier oraz częściowo Niemiec można tu mówić o odzyskaniu terytoriów utraconych po I wojnie światowej). Na terenie Chorwacji, Bośni, Hercegowiny, Slawonii i Sremu proklamowano Niepodległe Państwo Chorwackie, całkowicie zależne od Niemiec. Serbia i Grecja zostały strefami okupowanymi.
Mimo klęski, rządy oraz głowy obu państw emigrowały do Wielkiej Brytanii, gdzie kontynuowały walkę z najeźdźcą. W obu krajach narodził się także silny ruch oporu, głównie lewicowy i komunistyczny.
Operacja „Marita” opóźniła moment uderzenia Niemców na ZSRR o co najmniej 2 miesiące, czego skutkiem było zbyt szybkie zahamowanie postępów wojsk inwazyjnych przez rosyjską zimę. Trwają dyskusje, czy okoliczność ta nie zdeterminowała całego wyniku operacji „Barbarossa”, a co najmniej, czy nie wpłynęła na szybsze zakończenie II wojny światowej.
Nieoczekiwanie wysoki okazał się też koszt, który Rzesza i jej sojusznicy ponosili następnie za utrzymywanie Grecji i Jugosławii w posłuchu. Samo tylko zabezpieczenie greckich dróg transportowych i selektywna okupacja, głównie niektórych dzielnic miast, doprowadziły do zaangażowania łącznie 290 tysięcy żołnierzy niemieckich, włoskich i bułgarskich.

## Najważniejsze daty
- 6 kwietnia 1941 – wojska niemieckie wkroczyły do Jugosławii, a poprzez Bułgarię do Grecji
- 7 kwietnia 1941 – X korpus lotniczy (11 samolotów typu Heinkel He 111 z 2 eskadry 4 pułku lotnictwa) zbombardował Pireus
- 9 kwietnia 1941 – w Bałkanach 1 grupa pancerna uderzyła przez dolinę Morawy na Belgrad
- 9 kwietnia 1941 – 2 dywizja pancerna wkroczyła do Salonik (Grecja)
- 10 kwietnia 1941 – jednostki niemieckie przekroczyły rzekę Wardar. Wojska niemieckie wkroczyły do Zagrzebia
- 11 kwietnia 1941 – wojska węgierskie i włoskie wkroczyły do Jugosławii
- 12 kwietnia 1941 – kapitulacja Belgradu
- 15 kwietnia 1941 – wycofanie wojsk gen. Wilsona z Olimpu do Termopil
- 17 kwietnia 1941 – gen. Kalafatović podpisał bezwarunkowy akt kapitulacji
- 18 kwietnia 1941 – grecki premier Aleksandros Korizis popełnił samobójstwo
- 20 kwietnia 1941 – dowódca greckiej armii podpisał zawieszenie broni
- 20 kwietnia 1941 – Brytyjski Korpus Ekspedycyjny podjął decyzję o ewakuacji na Kretę i do Egiptu
- 23 kwietnia 1941 – gen. Tsolakoglu podpisał akt kapitulacji
- 24 kwietnia 1941 – Niemcy zaatakowali Ateny i zostali odparci
- 25 kwietnia 1941 – ewakuacja 6 tys. żołnierzy z plaży Koryntu
- 26 kwietnia 1941 – niemieckie czołgi wkroczyły do Teb
- 27 kwietnia 1941 – oddziały niemieckie wkroczyły do Aten

## Ordre de Bataille
W poniższym zestawieniu ujęto tylko duże związki operacyjne i taktyczne, a także samodzielne pułki. Nie ujęto w nim jednak armijnych ani korpuśnych jednostek artylerii, saperów, rozpoznawczych i innych pomocniczych.

### Państwa Osi

#### Niemcy
- 2 Armia
  - XXXXVI Korpus Zmotoryzowany

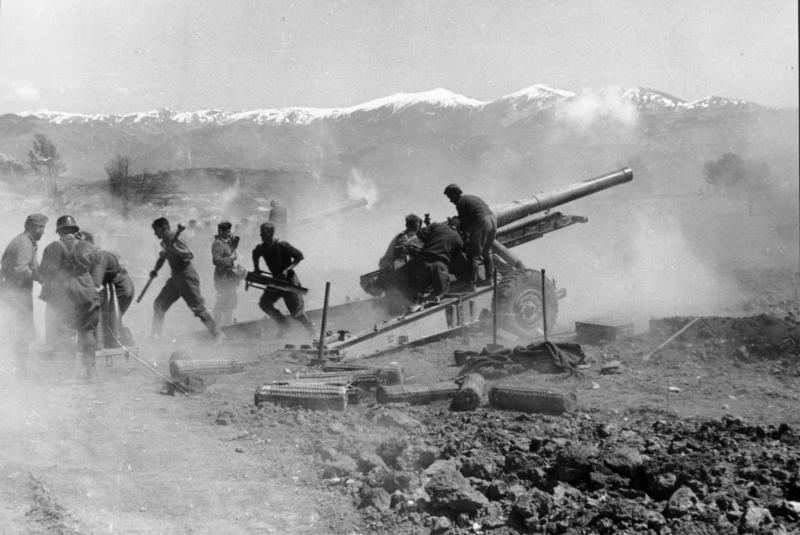
Niemcy prowadzący ostrzał za pomocą ciężkiej haubicy vz.37 produkcji czechosłowackiej podczas walk w Grecji

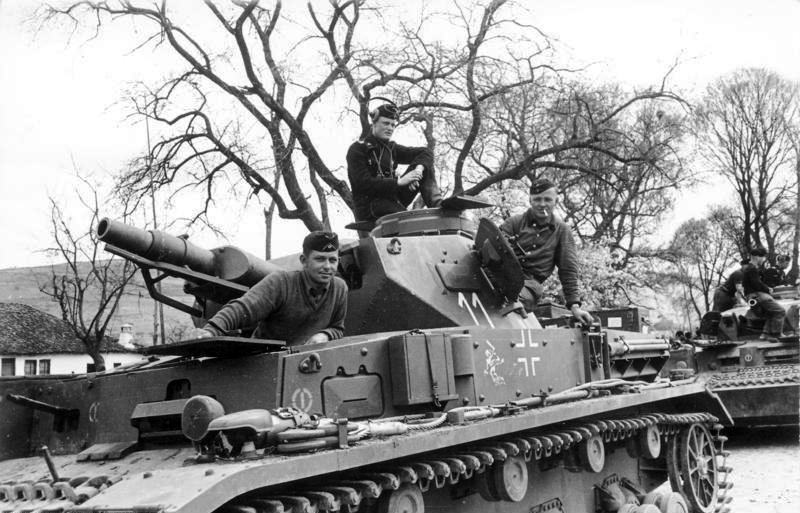
Niemiecki czołg PzKpfw IV z 11.Dywizji Pancernej wjeżdża do Jugosławii z Bułgarii jako część 12 Armii

    - 16 Dywizja Piechoty Zmotoryzowanej
    - 8 Dywizja Pancerna
    - 14 Dywizja Pancerna

  - XXXXIX Korpus Górski
    - 1 Dywizja Strzelców Górskich
    - 538 Dywizja Specjalnego Przeznaczenia

  - LI Korpus Armijny
    - 132 Dywizja Piechoty
    - 183 Dywizja Piechoty
    - 101 Lekka Dywizja Piechoty

  - LII Korpus Armijny (w odwodzie)
    - 79 Dywizja Piechoty
    - 125 Dywizja Piechoty

  - 169 Dywizja Piechoty
  - 197 Dywizja Piechoty

- 12 Armia
  - 1 Grupa Pancerna
    - XIV Korpus Zmotoryzowany
      - 5 Dywizja Pancerna
      - 11 Dywizja Pancerna

    - XXXXI Korpus Zmotoryzowany
      - Dywizja Piechoty Zmotoryzowanej SS „Reich”
      - Pułk Piechoty Zmotoryzowanej „Gross Deutschland”

    - 4 Dywizja Strzelców Górskich
    - 294 Dywizja Piechoty

  - XVIII Korpus Górski
    - 72 Dywizja Piechoty
    - 5 Dywizja Strzelców Górskich
    - 6 Dywizja Strzelców Górskich
    - 2 Dywizja Pancerna
    - 125 Pułk Piechoty

  - XXX Korpus Armijny
    - 50 Dywizja Piechoty
    - 164 Dywizja Piechoty

  - XXXX Korpus Pancerny
    - 73 Dywizja Piechoty
    - Brygada Piechoty Zmotoryzowanej SS „Leibstandarte-SS Adolf Hitler”
    - 9 Dywizja Pancerna

  - L Korpus Armijny (w odwodzie)
    - 46 Dywizja Piechoty

  - XI Korpus Armijny (w odwodzie)
    - 76 Dywizja Piechoty
    - 196 Dywizja Piechoty

  - 16 Dywizja Pancerna
  - 60 Dywizja Piechoty Zmotoryzowanej
- Niemieckie Zgrupowanie w Rumunii
  - 13 Dywizja Pancerna
- 100 Lekka Dywizja Piechoty
- 12 Dywizja Pancerna
- 19 Dywizja Pancerna

#### Włochy
- 2 Armia (Włochy)
  - V Korpus Armijny
    - 15 Dywizja Piechoty „Bergamo”
    - 57 Dywizja Piechoty „Lombardia”
    - Straż Graniczna (w sile dywizji)

  - VI Korpus Armijny
    - 12 Dywizja Piechoty „Sassari”
    - 20 Dywizja Piechoty „Friuli”
    - 26 Dywizja Piechoty „Assieta”

  - XI Korpus Armijny
    - 3 Dywizja Piechoty „Ravenna”
    - 9 Dywizja Piechoty „Chu”
    - 13 Dywizja Piechoty „Re”
    - 14 Dywizja Piechoty „Isonzo”
    - 15 Dywizja Piechoty „Jot”
    - Straż Graniczna (w sile dywizji)
    - 3 Pułk Strzelców Alpejskich

  - Korpus Szybki
    - 1 Brygada Kawalerii „Eugenio di Savoia”
    - 2 Brygada Kawalerii „Emanuele Filiberto Testa di Ferro”
    - 3 Brygada Kawalerii „Principe Amedeo Duca D’Aosta”

  - Korpus Zmotoryzowany
    - 9 Dywizja Piechoty Zmotoryzowanej „Pasubio”
    - 52 Dywizja Piechoty Zmotoryzowanej „Torino”
    - 133 Dywizja Pancerna „Littorio”
- Grupa Armii „Albania”
  - 9 Armia
    - Okręg Librazhd
      - 24 Dywizja Piechoty „Pinerolo”
      - 41 Dywizja Piechoty „Firenze”
      - 53 Dywizja Piechoty „Arezzo”
      - Brygada „Biscaccianti” (Czarne Koszule)
      - 4 Pułk Bersalierów
      - 7 Pułk Kawalerii „Lancieri di Milano”

    - XIV Korpus Armijny
      - 38 Dywizja Piechoty „Puglie”
      - 4 Dywizja Piechoty Górskiej „Cuneense”
      - 6 Pułk Kawalerii „Lancieri di Aosta”

    - XVII Korpus Pancerny
      - 18 Dywizja Piechoty „Messina”
      - 32 Dywizja Piechoty „Marche”
      - 131 Dywizja Pancerna „Centauro”
      - Brygada „Diamanti” (Czarne Koszule)
      - 19 Pułk Kawalerii
      - Pułk „Skanderbeg” (Albańskie Czarne Koszule)
      - 23 Pułk „Casale” (Czarne Koszule)

    - III Korpus Armijny (niewykorzystany w operacji)
    - XXVI Korpus Armijny (niewykorzystany w operacji)
- Zgrupowanie „Zara” (garnizon miasta Zadar)

#### Węgry
- 3 Armia
  - Korpus Zmotoryzowany
    - 1 Brygada Piechoty Zmotoryzowanej
    - 2 Brygada Piechoty Zmotoryzowanej
    - 1 Brygada Kawalerii

  - I Korpus Armijny
    - 1 Brygada Piechoty
    - 13 Brygada Piechoty
    - 15 Brygada Piechoty

  - IV Korpus Armijny
    - 2 Brygada Piechoty
    - 10 Brygada Piechoty
    - 12 Brygada Piechoty

  - V Korpus Armijny
    - 14 Brygada Piechoty
    - 19 Brygada Piechoty
    - 2 Brygada Kawalerii

  - 9 Brygada Piechoty
  - 11 Brygada Piechoty

### Alianci

#### Jugosławia
- Pierwsza Grupa Armii
  - 4 Armia
    - 27 Dywizja Piechoty „Savska”
    - 40 Dywizja Piechoty „Slavonska”
    - 42 Dywizja Piechoty „Murka”
    - Oddział Piechoty „Ormozki” (w sile brygady)
    - 127 Pułk Piechoty
    - 81 Pułk Kawalerii

  - 7 Armia
    - 32 Dywizja Piechoty „Triglavska”
    - Oddział Piechoty Górskiej „Triglavski” (w sile dywizji)
    - Oddział Piechoty „Licki” (w sile brygady)
    - Oddział Piechoty Górskiej „Planinski” (w sile brygady)
    - Oddział Piechoty Górskiej „Rišnajaski” (w sile brygady)

  - 1 Dywizja Kawalerii
- Druga Grupa Armii
  - 1 Armia
    - 7 Dywizja Piechoty „Potiska”
    - 3 Dywizja Kawalerii
    - Oddział Piechoty „Sencan” (w sile brygady)
    - Oddział Piechoty „Subotica” (w sile brygady)
    - Oddział Piechoty „Sumbor” (w sile brygady)

  - 2 Armia
    - 10 Dywizja Piechoty „Basanska”
    - 17 Dywizja Piechoty „Vrbaska”
    - 30 Dywizja Piechoty „Osiječka”
    - 76 Pułk Kawalerii
- Trzecia Grupa Armii
  - 3 Armia
    - 13 Dywizja Piechoty „Hercegovačka”
    - 15 Dywizja Piechoty „Zetska”
    - 25 Dywizja Piechoty „Vardarska”
    - 31 Dywizja Piechoty „Kosovska”
    - Oddział Kawalerii „Komski” (w sile brygady)

  - 3 Armia Terytorialna
    - 5 Dywizja Piechoty „Sumadijska”
    - 20 Dywizja Piechoty „Bregalnička”
    - 46 Dywizja Piechoty „Moravska”
    - Oddział Piechoty „Strumiki” (w sile brygady)
    - 21 Pułk Piechoty

  - 22 Dywizja Piechoty „Ibarska”
- 5 Samodzielna Armia
  - 8 Dywizja Piechoty „Krajinska”
  - 9 Dywizja Piechoty „Timočka”
  - 34 Dywizja Piechoty „Toplička”
  - 50 Dywizja Piechoty „Drinska”
  - 2 Dywizja Kawalerii
- 6 Samodzielna Armia
  - 3 Dywizja Piechoty „Dunavska”
  - 49 Dywizja Piechoty „Sremska”
  - Oddział Piechoty „Pozaveracki” (w sile brygady)
  - Oddział Piechoty „Smederevski” (w sile brygady)
  - Oddział Piechoty „Savski” (w sile brygady)
  - Oddział Piechoty „Banatski” (w sile brygady)
  - Oddział Piechoty „Branicevski” (w sile pułku)
  - 5 Pułk Kawalerii
  - 71 Pułk Kawalerii
- Armia Obrony Wybrzeża
  - 16 Dywizja Piechoty „Jadranska”
  - Dywizja Piechoty „Boka Kotorska” (załoga fortu)
  - Oddział Piechoty „Capllijnski” (w sile brygady)
  - Oddział Piechoty „Sibenik” (załoga fortu w sile brygady)
  - Oddział Piechoty „Trebjmski” (w sile pułku)
- Odwody Naczelnego Dowództwa
  - Dywizja Gwardii
  - 1 Dywizja Piechoty „Cerska”
  - 33 Dywizja Piechoty „Lička”
  - 44 Dywizja Piechoty „Unska”
  - 47 Dywizja Piechoty „Dinarska”
  - 22 Pułk Piechoty
  - 37 Pułk Piechoty
  - 47 Pułk Piechoty
  - 48 Pułk Piechoty

#### Grecja
- Armia Epiru
  - I Korpus Armijny
    - 2 Dywizja Piechoty
    - 3 Dywizja Piechoty
    - 8 Dywizja Piechoty
- Armia Zachodniej Macedonii
  - II Korpus Armijny
    - 1 Dywizja Piechoty
    - Dywizja Kawalerii
    - 5 Brygada Piechoty

  - III Korpus Armijny
    - 9 Dywizja Piechoty
    - 10 Dywizja Piechoty
    - 15 Dywizja Piechoty

  - 4 Dywizja Piechoty
  - 11 Dywizja Piechoty
  - 13 Dywizja Piechoty
  - 16 Dywizja Piechoty
  - 17 Dywizja Piechoty
  - 21 Brygada Piechoty
- Armia Środkowej Macedonii
  - 12 Dywizja Piechoty

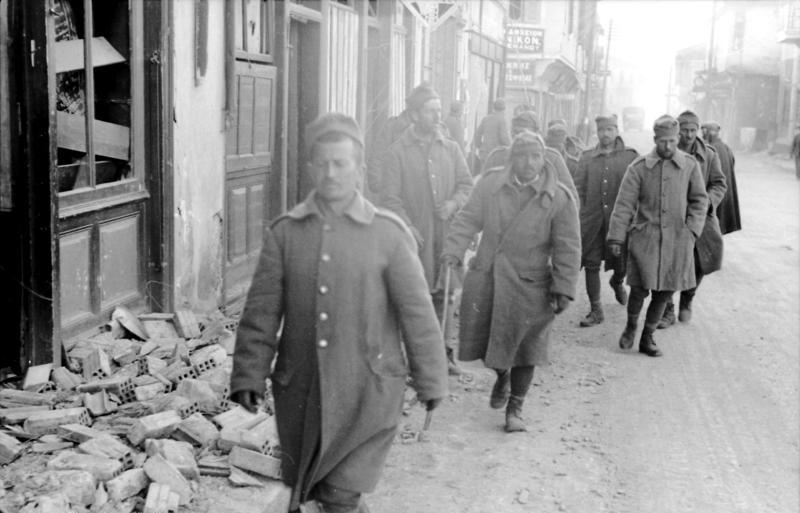
Jeńcy greccy

  - 19 Dywizja Piechoty Zmotoryzowanej
  - 20 Dywizja Piechoty
- Armia Wschodniej Macedonii
  - 7 Dywizja Piechoty
  - 14 Dywizja Piechoty
  - 18 Dywizja Piechoty
  - Grecka Brygada Piechoty Nestos
  - Grecka Brygada Piechoty Evros
- 5 Dywizja Piechoty
- 6 Dywizja Piechoty
- Grecka Brygada Obrony Wybrzeża

#### Wielka Brytania
- „W Force”
  - Australijskie Siły Imperialne
    - 6 Australijska Dywizja Piechoty
    - 7 Australijska Dywizja Piechoty (nieprzerzucona do Grecji)

  - 2 Nowozelandzka Dywizja Piechoty
  - Polska Brygada Piechoty (nieprzerzucona do Grecji)
  - 1 Brygada Pancerna